# The Magic Whip
The Magic Whip det åttonde studioalbumet av den engelska rockgruppen Blur, utgivet den 27 april 2015 på skivbolaget Parlophone. Det är gruppens första studioalbum sedan Think Tank från 2003.

## Låtlista
| Nr  | Titel                    | Längd |
| --- | ------------------------ | ----- |
| 1.  | Lonesome Street          | 4:23  |
| 2.  | New World Towers         | 4:02  |
| 3.  | Go Out                   | 4:40  |
| 4.  | Ice Cream Man            | 3:23  |
| 5.  | Thought I Was a Spaceman | 6:16  |
| 6.  | I Broadcast              | 2:52  |
| 7.  | My Terracotta Heart      | 4:05  |
| 8.  | There Are Too Many of Us | 4:26  |
| 9.  | Ghost Ship               | 4:59  |
| 10. | Pyongyang                | 5:38  |
| 11. | Ong Ong                  | 3:06  |
| 12. | Mirrorball               | 3:37  |

| 13. | Y'all Doomed |  |

## Medverkande
- Damon Albarn – sång, keyboard, synthesizer, akustisk gitarr
- Graham Coxon – elgitarr, keyboard, bakgrundssång
- Alex James – elbas, bakgrundssång
- Dave Rowntree – trummor, trummaskin, percussion, bakgrundssång